# Heimatbund Badenerland
Der Heimatbund Badenerland war ein politischer Verein, der vom 11. Oktober 1952 bis April 1972 bestand und seinen Sitz in Karlsruhe hatte. Er hatte sich zum Ziel gesetzt, das Bundesland Baden-Württemberg aufzulösen und Baden in seiner Form wiederherzustellen, wie es 1945 war.

## Geschichte
Die am 27. November 1949 gegründeten ober-, mittel- und unterbadischen Arbeitsgemeinschaften, die die Wiedervereinigung der seit 1945 durch die Siegermächte des Zweiten Weltkriegs getrennten badischen Landesteile anstrebten, wurden nach der Gründung des Südweststaats zur endgültigen Form vereint. Dies war 1952 und führte zum Heimatbund Badenerland.
Durch das Inkrafttreten des Deutschlandvertrags am 5. Mai 1955 erzielte der Verein durch die Aufhebung von Artikel 29 des Grundgesetzes einen wichtigen Erfolg. 1956 versuchte der Heimatbund Badenerland, mit Hilfe eines Volksentscheids die Restitution Badens zu erreichen. Allerdings wurde der Antrag vom Bundesinnenministerium mit der Begründung abgelehnt, der Südweststaat sei bereits durch eine Volksabstimmung zustande gekommen, jedoch bekam der Verein durch das Bundesverfassungsgericht am 30. Mai 1956 Recht zugesprochen.
Am 19. September 1956 sollte ein weiterer Volksentscheid ausschließlich in Baden stattfinden. Dies scheiterte allerdings an einem fehlenden Gesetz, das erst 1970 verabschiedet wurde. Das führte zu vermehrten Protestaktionen des Heimatbunds Badenerland. Der Volksentscheid wurde am 7. Juni 1970 durchgeführt. In diesem stimmten nur 18,1 % der badischen Bevölkerung für die Eigenständigkeit Badens. Nach dem Scheitern des angestrebten Volksentscheids am 7. Juli 1970 wurde der Verein im April 1972 aufgelöst.

## Zielsetzung
Laut seiner Satzung war das Ziel des Vereins die Restituierung Badens in seinen bis 1945 bestehenden Grenzen und damit auch die Auflösung Baden-Württembergs. Dies wurde durch Volksentscheide versucht.
Die Zeitschrift Badenerland, die von Mai 1953 bis Dezember 1970 erschien und alle zwei Monate über badische Wirtschaft und Kultur, aber auch über die Vereinsaktivitäten und die Fortschritte im Gesetzgebungsprozess zum Volksentscheid informierte, fungierte als wichtiges öffentliches Mitteilungsmittel.